# Third bridge

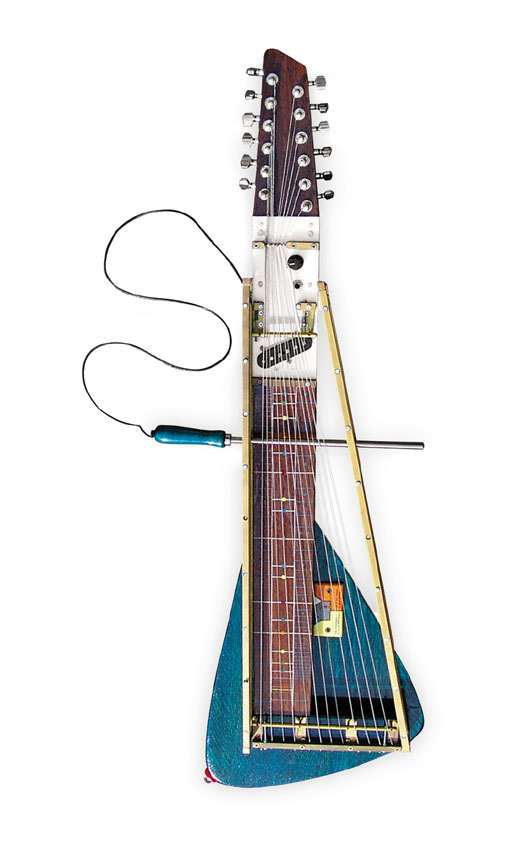
La third bridge guitare Moodswinger, créée en 2006 par Yuri Landman pour Aaron Hemphill du groupe Liars

Third bridge (troisième chevalet) est une technique de jeu alternative consistant à placer un objet, souvent un tournevis, entre le manche et les cordes de la guitare, pour diviser les cordes en deux parties et favoriser ainsi la formation de sons harmoniques. La technique est liée à la guitare préparée, mais elle peut être utilisée sur d'autres instruments ou instruments nouveaux. La technique est employée souvent dans la noise rock, musique bruitiste, musique improvisée, musique aléatoire et musique expérimentale.
À ce titre, les guitaristes Lee Ranaldo et Thurston Moore du groupe alternatif Sonic Youth, utilisateurs chevronnés du third bridge (dès leurs débuts en 1983), tendirent à la démocratisation de cette technique dans la musique rock.

## Exemples
- Le piano préparé
- Le luthéal du belge Georges Cloetens
- Les kitaras de Harry Partch
- Les mallet guitars de Glenn Branca
- La Pencilina de Bradford Reed
- Quelques instruments de Hans Reichel
- Les instruments du groupe Neptune
- La Moodswinger et la Home Swinger de Yuri Landman

### Tailed bridge guitares
- Fender Jaguar
- Fender Jazzmaster